# Fairey Firefly I
De Fairey Firefly I was een Brits gevechtsvliegtuig uit de jaren '20 van Fairey Aviation. Het was een eenzitter, een eenmotorige tweedekker met een gemengde constructie.

## Ontwikkeling
De Firefly was een particulier ontwerp, getekend door Marcel Lobelle. De eerste vlucht was op 9 november 1925. Het Britse ministerie van Luchtvaart zette het project niet voort, deels omdat het toestel een Amerikaanse Curtiss-motor gebruikte (onder de naam "Fairey Felix") en deels omwille van de houten constructie. De Firefly I ging dus niet in productie en er is slechts een prototype van gebouwd. De ervaringen die ermee opgedaan werden, werden wel gebruikt bij de ontwikkeling van de latere Firefly II.

## Technische gegevens
- Bemanning: 1 piloot
- Lengte: 7,57 m
- Spanwijdte: 9,60 m
- Hoogte: 2,76 m
- Vleugeloppervlakte: 22 m²
- Geladen gewicht: 1.236 kg
- Motor: 1 x Curtiss D. 12C 12-cilinder in lijn vloeistof-gekoeld, 480 pk

## Prestaties
- Maximumsnelheid: 298 km/h
- Klimtijd: 2,40 min naar 1.525 m

### Bewapening
- 2 x 7.7-mm Vickers-mitrailleurs